# Periyanaickenpalayam
Periyanaickenpalayam là một thị xã panchayat của quận Coimbatore thuộc bang Tamil Nadu, Ấn Độ.

## Nhân khẩu
Theo điều tra dân số năm 2001 của Ấn Độ, Periyanaickenpalayam có dân số 22.921 người. Phái nam chiếm 52% tổng số dân và phái nữ chiếm 48%. Periyanaickenpalayam có tỷ lệ 79% biết đọc biết viết, cao hơn tỷ lệ trung bình toàn quốc là 59,5%: tỷ lệ cho phái nam là 84%, và tỷ lệ cho phái nữ là 73%. Tại Periyanaickenpalayam, 9% dân số nhỏ hơn 6 tuổi.